# Шангдимы
Шангдимы — персонаж алтайской мифологии, один из первых людей, созданных Ульгенем, которого он назначил хранителем детей человека и животных.
Задача его состояла в том, чтобы вразумлять людей на добрые дела и отвращать их от дурных поступков; воспитывать детей; учить их сосать, чтобы они не захлёбывались молоком; хранить птенцов у птиц; оберегать пьяных людей; старых и немощных людей хранить от падения. Шангдимы добросовестно исполнял свои обязанности, учил людей праведности и честности.